# Si te dicen que caí (novela)
Si te dicen que caí es una novela del escritor español Juan Marsé publicada en México en 1973 por la Editorial Novaro. Se trata de una crónica hecha con distintas voces sobre una Barcelona de la posguerra (hacia 1944) en la que dos pandillas de jóvenes se enfrentan a la dura realidad desde ópticas contrapuestas y hasta contradictorias. La novela ganó el I premio Internacional de Novela “México”. 
El título de la obra es un verso del himno falangista Cara al sol, que alude a los falangistas que murieron en la guerra. Sin embargo los personajes que corresponden a ese ambiente en los años cuarenta, en los que ocurre la acción de la novela, son unos aprovechados, muy lejos de la entrega de los falangistas caídos. El título es una parodia.

## Argumento
Si te dicen que caí narra la historia de un grupo amplio de jóvenes que pululan en torno a la trapería del protagonista, Java, en los primeros años de la postguerra. Amigo de Sarnita, Mingo, los jóvenes conocen a las chicas de la Casa de Familia, un orfanato del barrio de El Guinardó. Sus primeros escarceos sexuales, sus fantasías y sus miserias, se recrean en un ambiente degradado y en penumbra, por lo que nunca sabemos qué deparará la próxima “aventis”, juego de narraciones de jóvenes deseosos de aventuras.
Una minoría utiliza la ideología en beneficio propio y al mismo tiempo la masa está sumida en la miseria. La pandilla de golfetes juega a torturas e investigaciones policiales que complican la realidad, lo posible y la fantasía. El joven Java esconde en su trapería a un hermano que fue militante del POUM, a quien lleva una prostituta, antigua compañera del partido. Cuando intentan huir de una redada de la policía, pisan una bomba de la guerra y mueren. La pareja era perseguida por un antiguo ultraje inferido a alguien que ahora es importante. El joven Java acepta promiscuirse sexualmente para medrar y en ese estado de cosas aparece Conradito, alférez, inválido de guerra, que organiza orgías. La historia la cuenta al final de la obra un enfermero a una monja; el enfermero es uno de aquellos golfetes.

## Personajes
Entre más de 40 personajes, destacan:
- Sor Paulina: catequista del orfanato Casa de Familia y más tarde trabaja en la farmacia del Hospital Clínico.
- Ñito: celador que trabaja con sor Paulina. Avanzada la novela se revela su identidad y relación con la historia.
- Java: Daniel Javaloyes, hermano pequeño de Marcos y nieto de la abuela Javaloyes. Huérfano de padre y madre, la trapería familiar será uno de los centros sobre los que gira la novela, y donde se reúnen los muchachos.
- Sarnita: hijo de la Preñada, amigo de Java, es un personaje importante en la trama al que le gusta contar aventis. Avanzada la novela descubrimos que se llama Antoñito Faneca (Ñito).
- Mingo Palau: amigo de Java.
- Luis: joven tísico amigo de Java. Su padre, también Luis Lage, está preso y su madre, la Rubianca, es prostituta y pajillera. Morirá de tuberculosis.
- Tetas: Josemari, llamado el Tetas. Monaguillo junto con Amén en la capilla expiatoria de Las Ánimas y amigo de Java. Se enamora de la Fueguiña.
- Martín: amigo de Java y Sarnita.
- Margarita: huérfana de la Casa de Familia, luego será novia del Taylor.
- Juanita: la Trigo, chica de la Casa de Familia, amiga de la Fueguiña.
- Fueguiña: María Armesto, Fueguiña, huérfana de la Casa de Familia. Le gusta al Tetas, pero se hace novia de Java. Al final se queda con Conrado Galán.
- Virginia: chica de la Casa de Familia, fue violada por las tropas de regulares.
- Menchu: Carmen, chica de la Casa de Familia, amiga de Java. Sirve en casa de la baronesa. Más tarde acaba de prostituta.
- Pilar: muere en accidente de coche junto con Java y sus hijos gemelos, y se le practica la autopsia.
- Ramona: directora provisional de la Casa de Familia durante la República, malvive dedicada a la prostitución. Tiene una cicatriz profunda desde el hombro hasta el pecho. La llaman la "puta roja" y a mitad de la novela conocemos su nombre: Aurora Nin.
- Amén: monaguillo en Las Ánimas junto con el Tetas, y amigo de Java.
- Miamet: amigo de Amén.
- Fusam: Andrés Soler Perarnau, líder de los miembros de la (FAI), que atracan y cometen acciones terroristas. Le llaman "capitán Blay". Al final es detenido. "Loco", dice el parte oficial. Tenía 63 años.
- Palau: Carota, amigo de Fusam, se aprovecha de los robos, que se convierten en su modo de vida.
- Bundó: Miguel Bundó Tomás, joven burgués, amigo de Fusam.
- Sendra: Juan Sendra, miembro de la FAI, muere a manos de la Guardia Civil.
- Taylor: Meneses, el Taylor, amigo de Palau, atracador, se casa con Margarita.
- Jaime Viñas: amigo de Palau, atracador.
- Marcos Javaloyes: Marinero, hermano mayor de Java, vive oculto en la trapería. Es miembro de la FAI y amigo de Fusam.
- Guillén: Esteban Guillén, amigo de Palau.
- Ferrán: amigo de Palau.
- Lage: Luis Lage Correa, padre de Luis, miembro de la FAI.
- Navarro: amigo de Taylor, atracador, cae enfermo.
- Ramón: amigo de Sendra, miembro de la FAI, muere a manos de la Guardia Civil.
- Trini: Trini Sánchez, la Rubianca, mujer de Lage y amiga de Ramón y Taylor.
- Conrado Galán: herido durante la guerra Civil, quedó paralítico. Es un pervertido adinerado al que han cuidado varias muchachas de la Casa de Familia, como Paulina y la Fueguiña.
- Viuda Galán: la doña, madre de Conrado. Encarga a Java buscar a Aurora Nin.
- la Mastresa: la gorda, dueña del bar Continental y madama que lleva a una determinada casa particular del Ensanche a una pareja para que mantengan relaciones sexuales mientras los mira un personaje semioculto (Conrado Galán).
- Señor Justiniano: antiguo chófer de la Sra. Galán. Sarnita lo llama Flecha Negra porque es de Falange y llega a alcalde de barrio. Interroga en un chalet a varios personajes: Java, Sarnita...
- Artemi Nin: tío de Aurora (Ramona), miembro del POUM. Cuando ella le contó que fue violada por Conrado (durante la guerra Civil), mandó fusilarlo. Ella se quedó sin habla al identificarlo y ejecutaron por error a Galán padre.
- Elvira: baronesa, madre de José María. En su casa trabaja Menchu (huérfana de la Casa de Familia), a la que llama Carmen.
- Susana: muchacha que vive en el chalet cerca de la trapería, y cuyas basuras estudian los muchachos que se reúnen en la trapería.
- Ado: Adoración, una de las parejas de Java buscadas por la Mastresa. Ado discute con Java por el pago recibido.
- Doña Rita: prostituta.

## Adaptación cinematográfica
La novela fue llevada al cine en 1989 por Vicente Aranda con Victoria Abril, Jorge Sanz, Antonio Banderas, Javier Gurruchaga y Juan Diego Botto entre sus protagonistas. La película tuvo 7 nominaciones a los Premios Goya en 1989 y el actor Jorge Sanz fue premiado con un Goya en la categoría de Mejor actor.